# Deutsches Museum Flugwerft Schleißheim
Il Deutsche Museum Flugwerft Schleißheim è un museo dedicato alla storia degli aeromobili che si trova a Oberschleißheim in Germania presso l'aeroporto di Schleißheim. Il museo è situato su un'area di 7 500 m² e dispone di due distinte costruzioni per l'esposizione e una pista di volo interna.

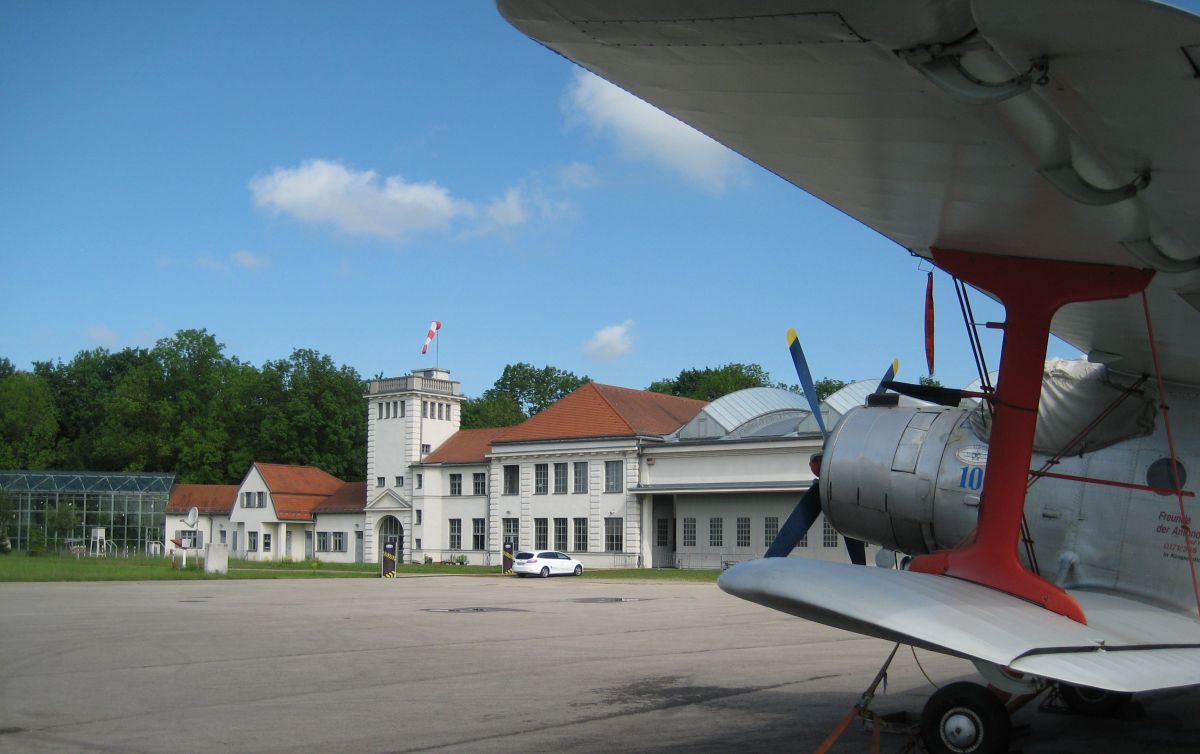
Il vecchio hangar (Alte Werfthalle) con la Kommandantur, costruiti tra il 1912–1918

## Storia
A partire dal 1958 l'esercito tedesco operò sull'aeroporto con reparti di elicotteri della Heeresflieger rimanendovi fino al 1981 quando fu definitivamente dismesso. Rimasero attivi solo il piccolo aeroclub locale e un piccolo nucleo elicotteri della Bundespolizei. Classificato come monumento storico l'aeroporto di  Schleißheim venne parzialmente abbandonato fino all'inizio degli anni novanta del XX secolo quando iniziarono i lavori di ricostruzione in vista dell'inaugurazione della sezione aeronautica del Deutsches Museum.  La collezione è suddivisa in due sezioni, la Alte Werfthalle e la Ausstellungshalle,  dove si trovano numerosi velivoli ad elica tra cui una replica dell'addestratore Otto Doppeldecker, e un caccia Fokker D.VII.
In una apposita sala, denominata Kommandantur und Fliegerfunkerschule sono conservati apparati radio e una stazione meteorologica d'epoca messa  a disposizione dal Deutschen Wetterdienst che ha sede vicino al museo.

## Esposizione

### Aerei a elica

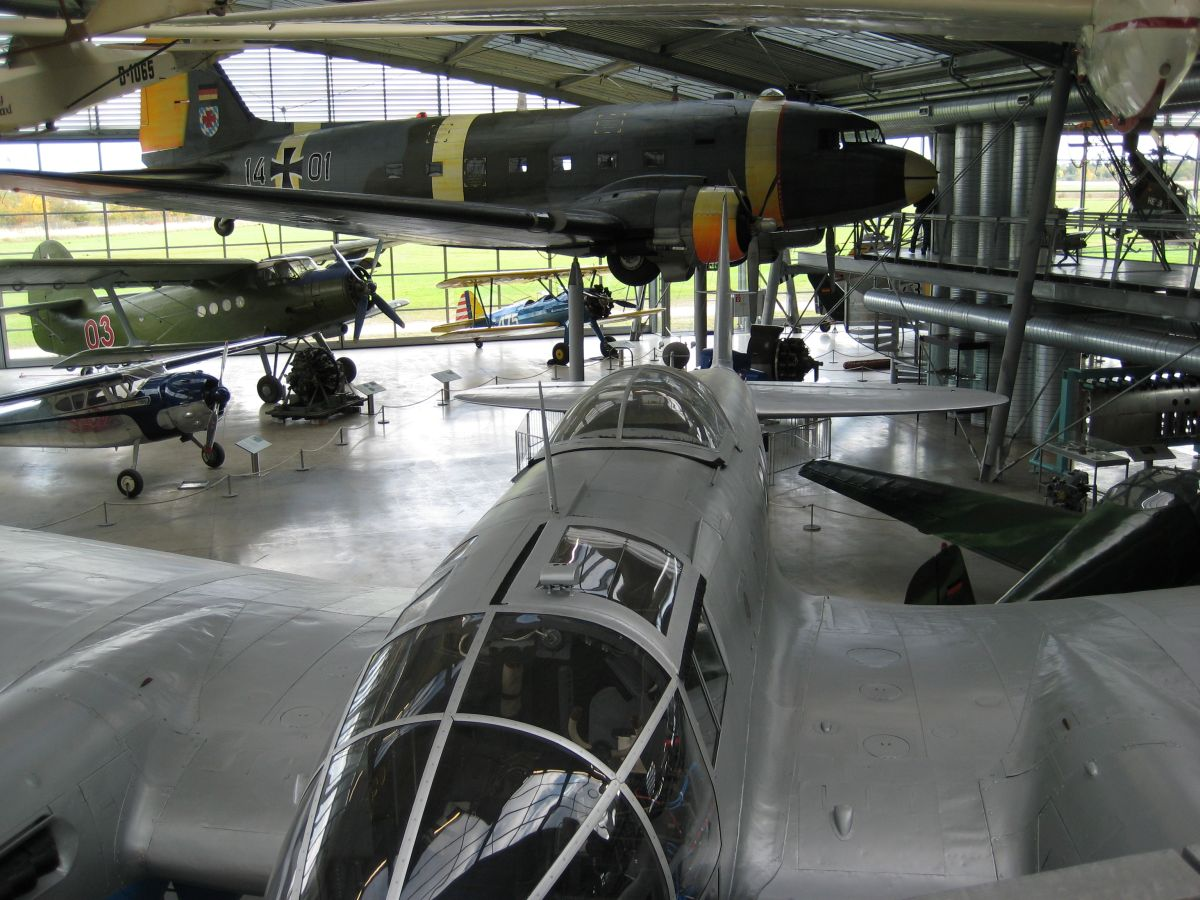
Neue Werfthalle, parte anteriore

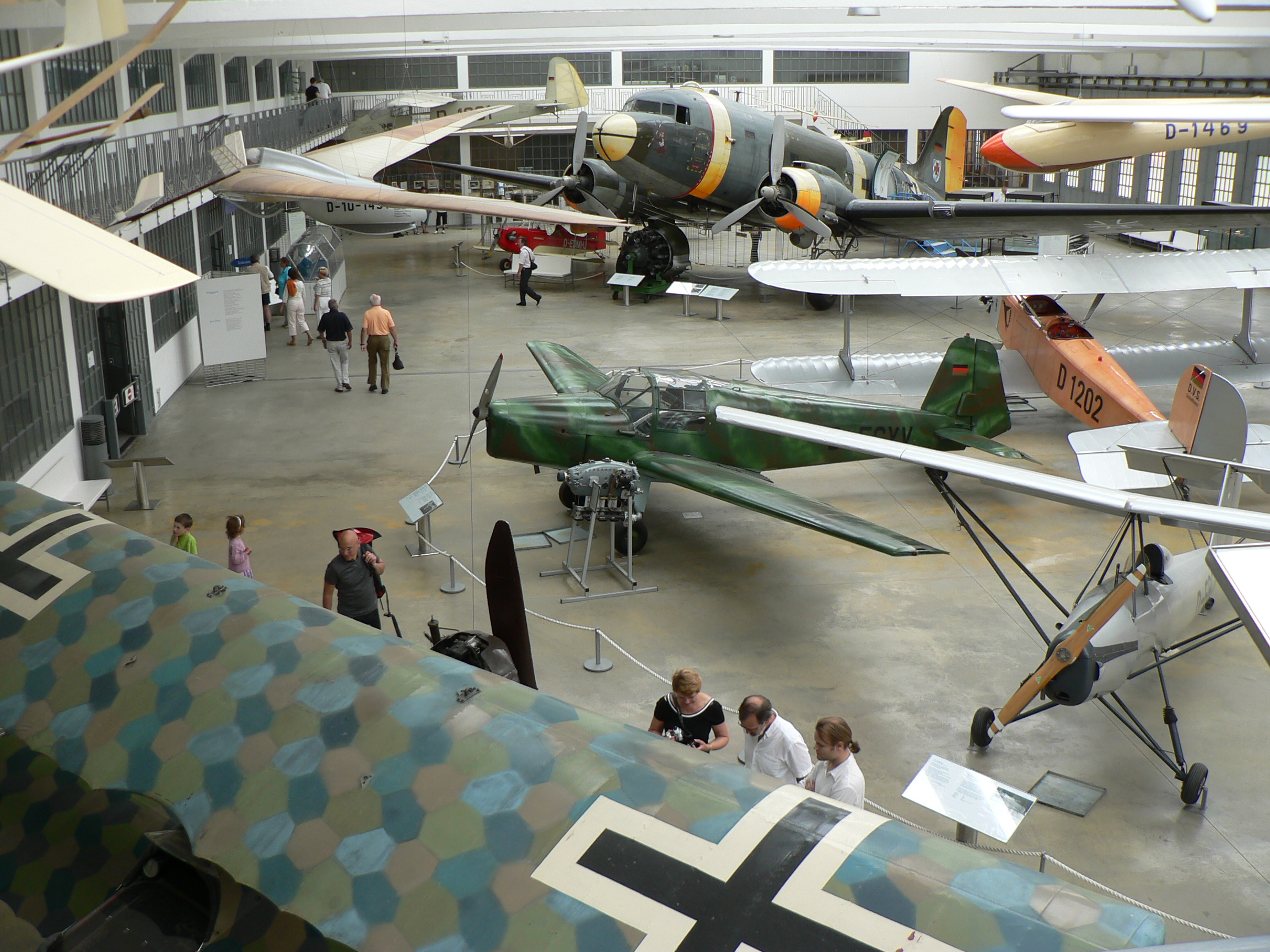
Alte Werfthalle

- Antonov An-2
- Arco (ultraleggero)
- Bölkow Bo 209 Monsun
- Brunswick LF-1 Zaunkönig
- Bücker Bü 181 Bestmann
- Cessna 195
- Dornier Do 24 T-3
- Douglas C-47D Dakota
- Fieseler Fi 156C Storch
- Focke-Wulf Fw 44J Stieglitz
- Fokker D.VII
- CASA 2.111B
- Lancair IV
- LET Z-37A Čmelák
- SIAT 223 Flamingo
- Müller DDMH 22
- Pützer Motorraab
- Raab Krähe
- Ranger M (ultraleggero)
- Rochelt Musculair 2
- Udet U 12 Flamingo
- Valentin Taifun 17E
- Vollmoeller
- Waco YKS-6
- Yakovlev Yak-50

### Aerei a reazione

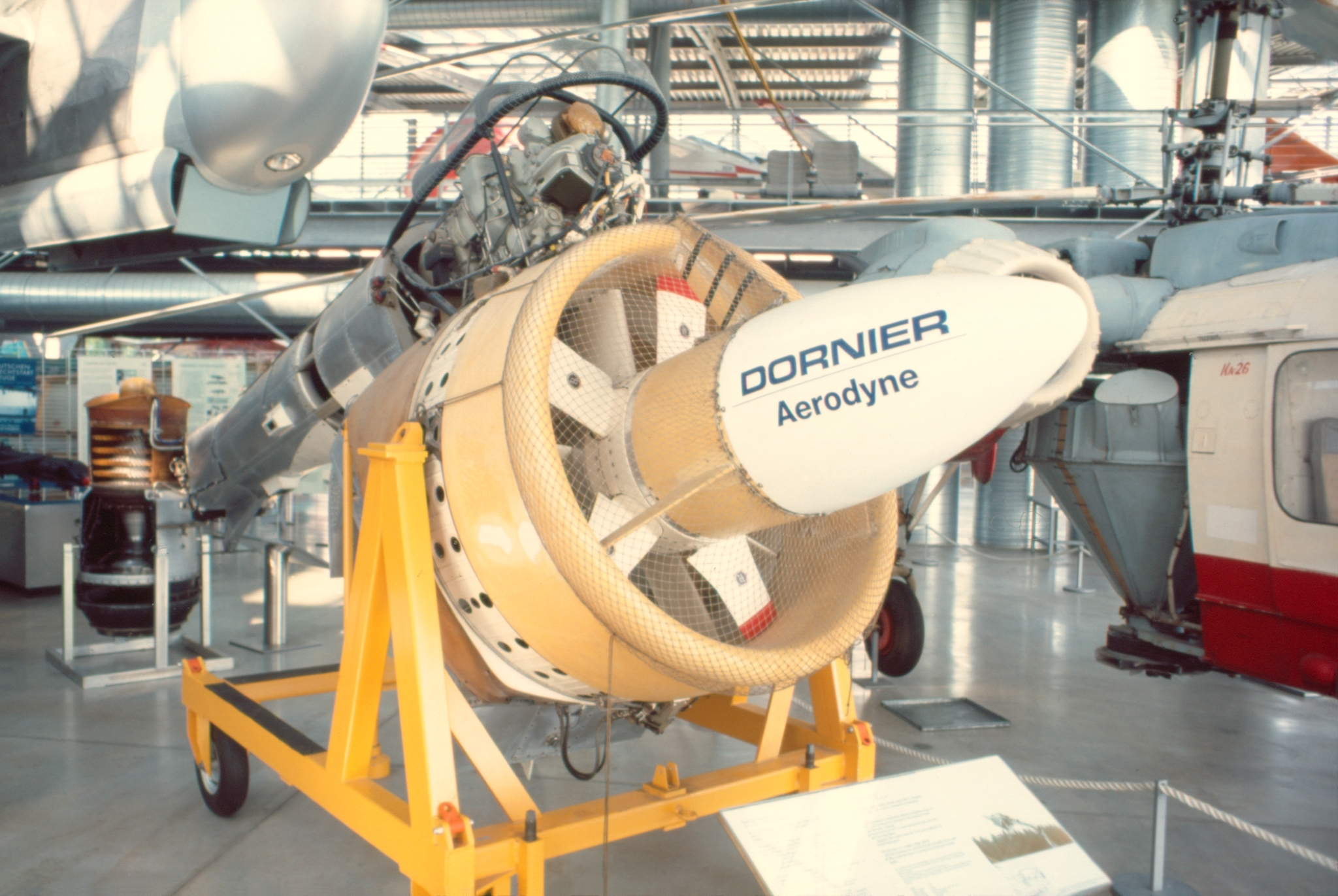
Dornier Aerodyne E1

- Canadair CL-13 B Sabre Mk.6
- Rockwell-MBB X-31
- Eurofighter EF-2000 DA 1
- HAL HF-24 Marut
- Hispano Aviación HA-300
- Lockheed T-33A
- Lockheed F-104F Starfighter
- McDonnell Douglas F-4E Phantom II
- Mikoyan-Gurevich MiG-21 MF
- Mikoyan-Gurevich MiG-23 BN
- Panavia Tornado IDS
- Saab J 35A Draken
- VFW-Fokker 614

### Aerei VTOL
- Dornier Do 31 E-3
- VFW-Fokker VAK 191B
- Dornier Aerodyne E1

### Alianti

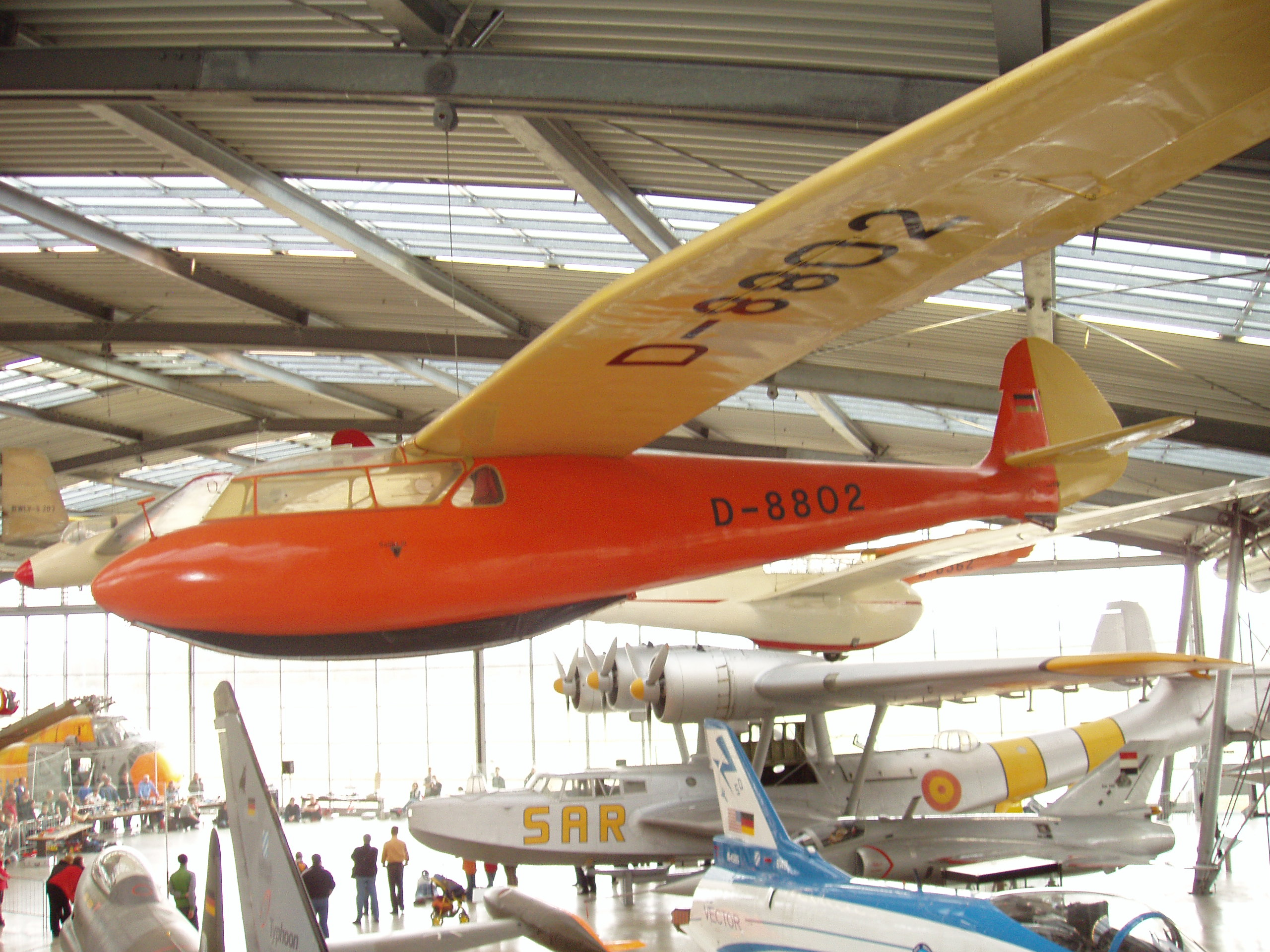
Aliante Condor IV

- Akaflieg Karlsruhe AK-1
- Akaflieg München Mü10 Milan
- Akaflieg Stuttgart FS-29
- Bölkow Phoebus C
- Condor IV
- DFS Kranich II
- DFS Olympia Meise
- Doppelraab IV
- Fauvel AV.36
- Goevier III
- Grunau Baby Iib
- Horten H.IV
- Hütter H17
- Kaiser Ka 1
- Scheibe Mü 13E Bergfalke I
- Schneider SG-38
- Slingsby T-38 Grasshopper
- SZD-9 bis 1E Bocian
- Wolfmüller glider

### Motoalianti
- Flight Design Exxtacy
- Huber Alpengleiter
- Laser 12.8
- Lilienthal glider
- Pelzner hang glider
- Super Gryphon

### Elicotteri
- Bell UH-1D
- Kamov Ka-26
- RHCI Mini-500
- Sikorsky S-58
- SNCASE S.E. 3130 Alouette II

### Motori a elica

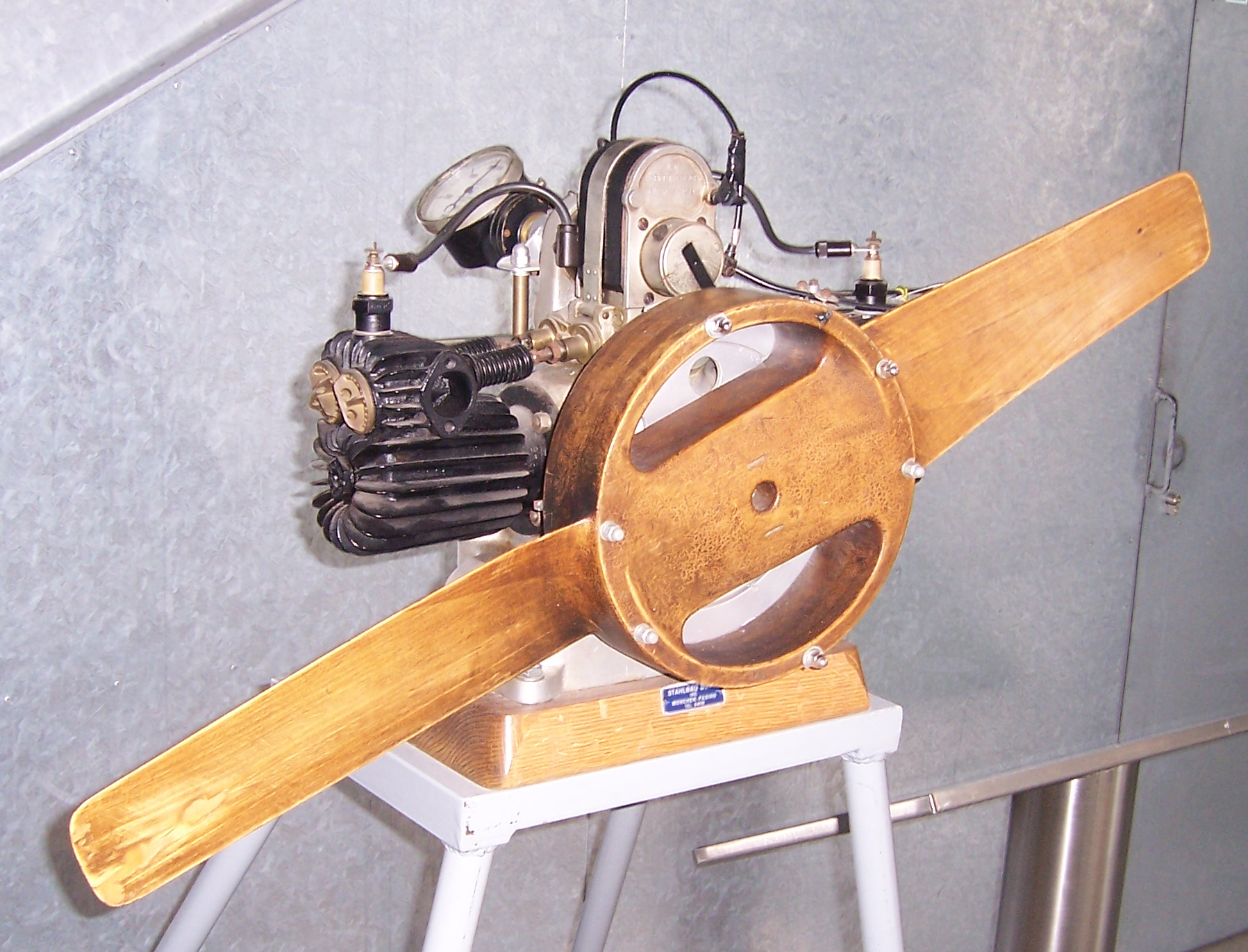
BMW M2 B15

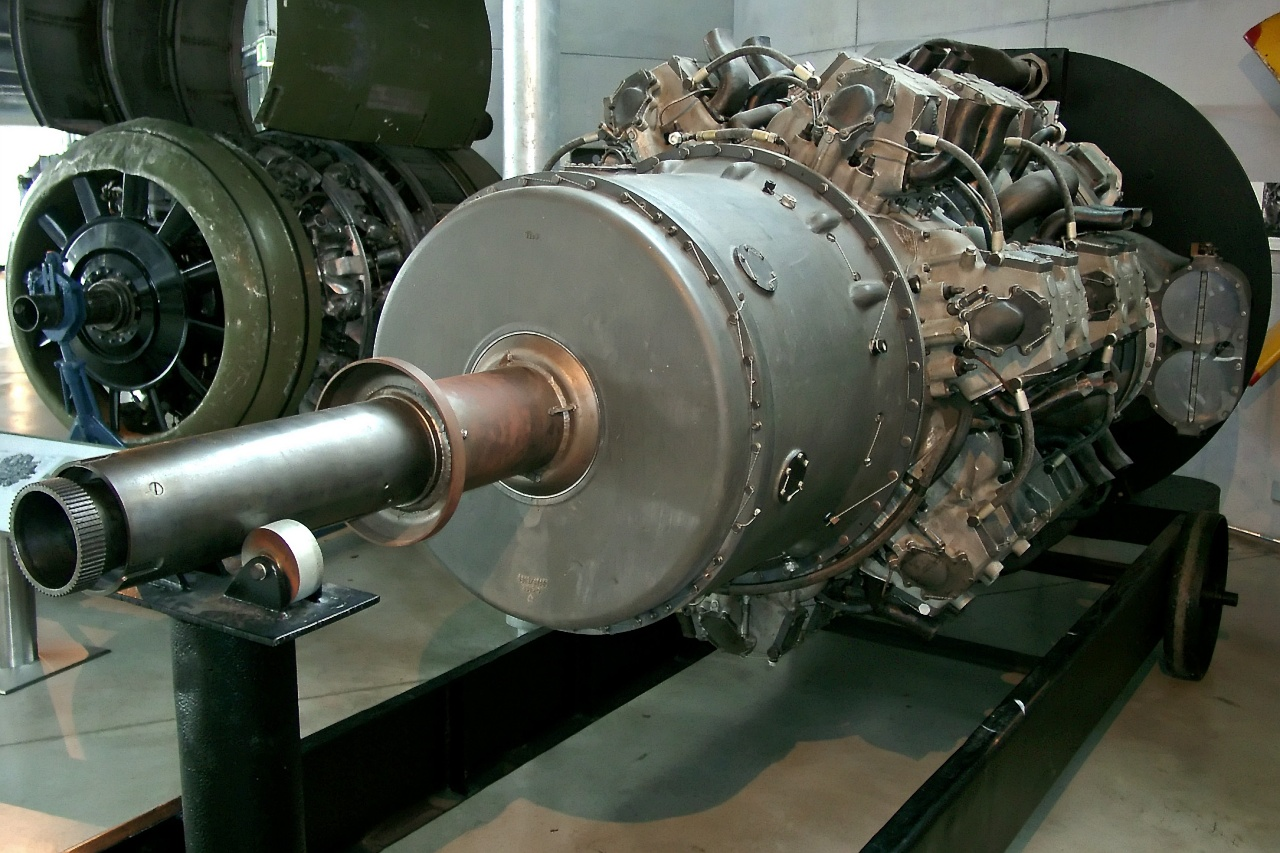
BMW 803

- Argus A17a
- Argus Type 4
- BMW 132A
- BMW 801 TJ
- BMW 803
- BMW M2 B15
- Daimler D.IV
- Daimler-Benz DB 610
- De Havilland Gipsy Major
- Farman 12We
- Haacke HFM 3
- Hirth HM 60
- Hirth HM 504
- Junkers L 5
- Junkers Jumo 211F
- Körting 8 SL 116
- Lycoming GO-480
- Lycoming TIO-360
- Porsche PFM 3200
- Pratt & Whitney R-1830 Twin Wasp
- Pratt & Whitney R-1340 Wasp
- Rumpler Aeolus
- Salmson AD.3
- Walter Mikron 4-II
- Wright-Lawrance L4

### Motori a reazione

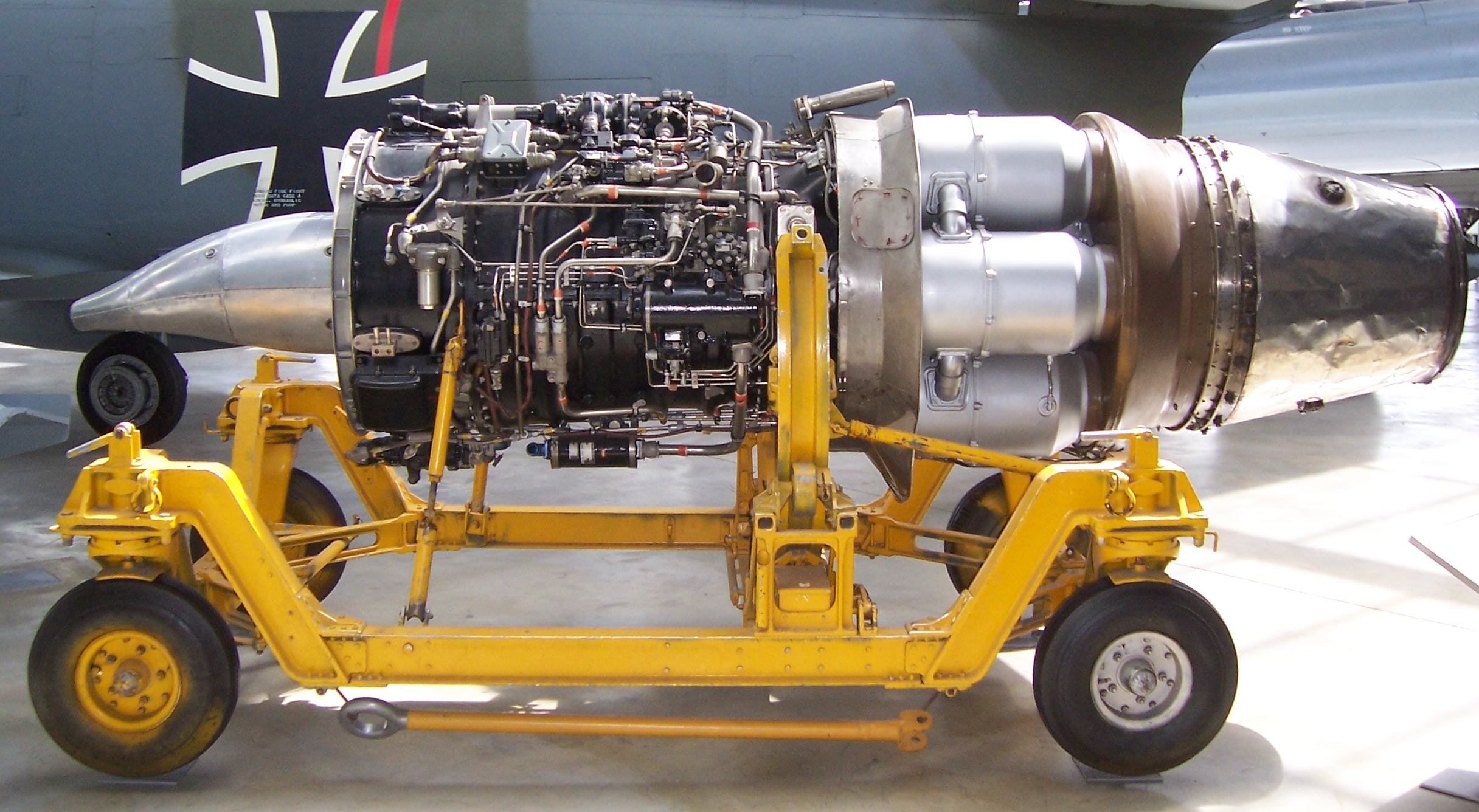
Avro Canada Orenda 14

- Allison J33 A
- Avro Canada Orenda 14
- Bristol Orpheus 703
- General Electric J79
- Klimov RD-45
- Rolls-Royce RB162
- Rolls-Royce RB145R
- Rolls-Royce/MAN Turbo RB193
- Rolls-Royce/SNECMA M45H
- Tumanskij R-29
- Wright J65

### Motori a turboelica
- Armstrong Siddeley Double Mamba
- Lycoming T53

### Motori per razzi
- V-2 (motore razzo)
- Europa Rocket
- Ariane 5 (Booster)

### Annotazioni
1. ↑  Un vecchio hangar e la sezione dell'ufficio comando, e una nuova costruzione.
2. ↑  Il Servizio meteorologico tedesco.

### Fonti
1. 1 2  Pericoli 2013, p. 86.
2. 1 2  Pericoli 2013, p. 87.
3. 1 2  Pericoli 2013, p. 88.

### Periodici
- Alberto Pericoli, 1912-2012 Flugplatz Schleißheim, in Rivista Aeronautica, n. 1, Roma, Ministero della Difesa, giugno 2013,  pp. 86-91.